# Càstig amb vara a Singapur
El càstig amb vara és un tipus de càstig corporal judicial àmpliament utilitzat a Singapur. Pot ser subdividit en diversos contextos: judicial, militar, escolar, reformatori, domèstic i privat.
D'aquests, el càstig judicial d'assots amb una vara, pel qual es distingeix Singapur, és el més sever. El mateix es troba reservat per a criminals de menys de 50 anys, com a pena per a un ampli espectre de delictes tipificades en el Codi Criminal de Procediments. Assotar utilitzant una vara és també una forma legal de càstig per a delinqüents masculins que són membres de les Forces Armades de Singapur (SAF) i el càstig és administrat en el Centre de Detenció de les SAF. És també una forma de càstig oficial a centres reformatoris i una mesura de disciplina carcerària.
D'una manera menys severa, el flagell utilitzant una vara és utilitzat per castigar homes joves en nombroses escoles de Singapur davant faltes greus de conducta. Una vara molt més petita o un altre implement és utilitzat per alguns pares per castigar els seus fills d'ambdós sexes. La llei de Singapur no prohibeix aquesta pràctica.

## Història
El càstig amb una vara és una forma de càstig corporal legalment aprovat per a ser usat amb criminals. Fou introduït a Singapur i Malàisia, quan formaven part de la Malàisia Britànica, durant el període colonial britànic. Va ser formalment codificat en el Straits Settlements Penal Code Ordinance IV.
En aquella època, les infraccions o ofenses punibles mitjançant un flagell amb una vara eren similars a aquelles que eren castigades mitjançant fuetades o flagel·lació amb varetes a Anglaterra i Gal·les. Incloïen: robatori, formes agreujades de furt, violació de domicili, assalt amb la intenció de comprometre la modèstia de la víctima, una segona o subsegüent condemna per violació, una segona o subsegüent ofensa relacionada amb la prostitució, viure o comerciar amb la prostitució.
Els assots mitjançant una vara romanen en la legislació després que Malàisia va declarar la seva independència de Gran Bretanya, i en forma semblant després que Singapur va deixar de ser part de Malàisia. Posteriorment el Parlament de Singapur va aprovar legislació per augmentar el nombre mínim de cops que rep un convicte, i el nombre de crims que poden ser castigats mitjançant assots amb una vara.

## La vara
Per als assots s'utilitza una vara de Ratan d'1,2 metres de llarg i 1,3 cm de diàmetre. És aproximadament el doble de gruixuda que les vares utilitzades en les escoles i en àmbits militars. Abans del càstig la vara és amarada en aigua perquè sigui més pesada i més flexible. El Departament de Presons nega que les vares siguin mullades amb salmorra, però ha indicat que la vara és tractada amb un antisèptic abans del seu ús per evitar es produeixi una infecció. Per al cas de convictes menors de 18 anys s'utilitza una vara més lleugera.

## Tractament mèdic i conseqüències
Els efectes físics immediats quan la vara entra en contacte s'han exagerat en alguns relats populars, però, pot haver algun dany físic, en funció del nombre de cops. Michael P. Fay, que va rebre quatre cops de la canya, va dir: "Hi va haver una mica de sang. Vull dir, no cal exagerar, no diguem que només unes gotes o que la sang estava brollant. Una cosa entre tots dos. És com un sagnat pel nas." No obstant això, un sagnat més profús pot ocórrer en el cas de més cops.
Després dels assots, el pres és alliberat i rep tractament mèdic. Es deixen curar les ferides aplicant una loció antisèptica (violeta de genciana). Quan es donen un gran nombre de flagells, apareixen cicatrius al cul a llarg termini. Els que reben assots no són elegibles per servir a les Forces Armades de Singapur com a reclutes si no han servit encara.